# Charles Jeffery

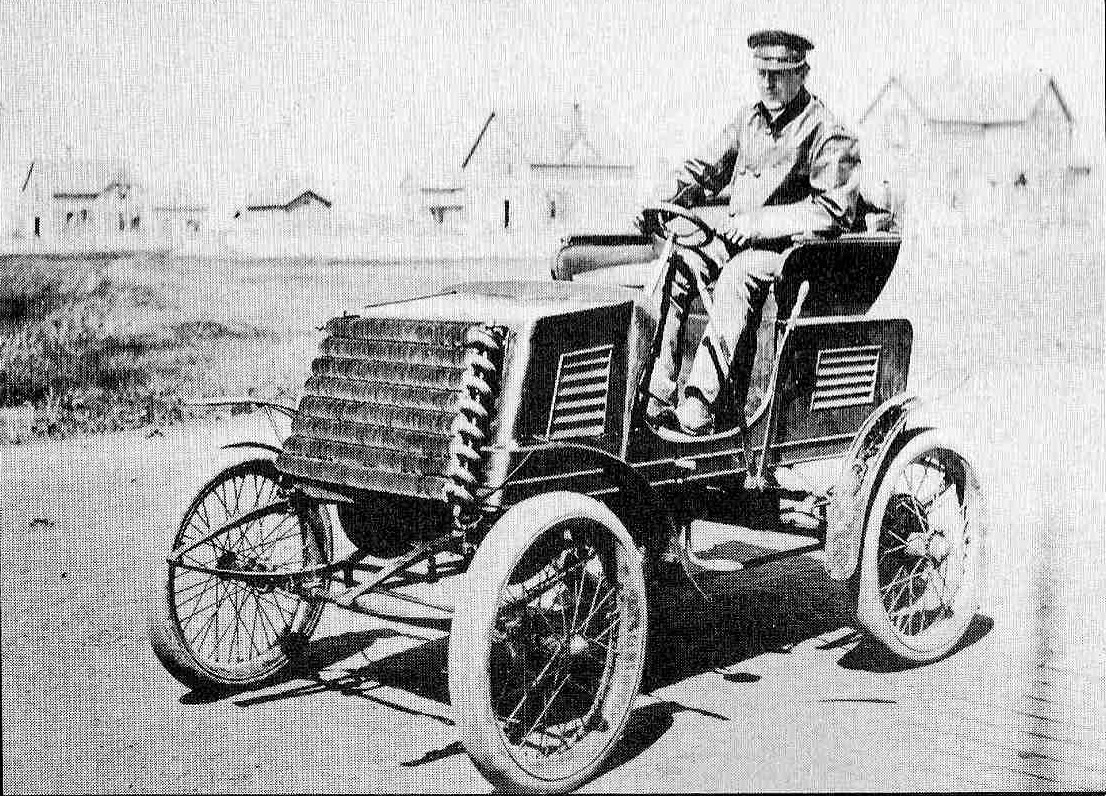
Charles T. Jeffery fährt einen von ihm entwickelten Rambler-Prototyp (1901)

Charles Thomas Jeffery (* 13. Mai 1876 in Kenosha, Wisconsin, USA; † 10. November 1935 ebenda) war ein US-amerikanischer Automobilfabrikant und Präsident der Thomas B. Jeffery Company, die von seinem Vater gegründet worden war.

## Leben
Charles Jeffery kam 1876 in Kenosha als erstes Kind von Thomas B. Jeffery (1845–1910) und dessen Frau Kate Elizabeth Wray (1852–1936) zur Welt. Sein Vater war als 18-Jähriger von Großbritannien nach Amerika gekommen und gründete 1902 in Kenosha die Thomas B. Jeffery Company, die die Automarke Rambler produzierte und sich zu einem der landesweiten größten Automobilhersteller entwickelte. Als Thomas Jeffery im April 1910 während eines Italien-Urlaubs überraschend verstarb, übernahm Charles den Posten als Firmenpräsident. Unter seiner Führung blühte das Unternehmen immer weiter auf. Zu seinen herausragendsten Leistungen zählte die große Anzahl von besonders widerstandsfähigen Lastkraftwagen, die er produzierte.
Nach Ausbruch des Ersten Weltkriegs wurde die United States Army sein profitabelster Kunde. Der geländegängige LKW Jeffery Quad mit Vierradantrieb und Allradlenkung avancierte letztendlich zum Zugpferd der Allied Expeditionary Force. Das Unternehmen verkaufte zahlreiche dieser Fahrzeuge an Frankreich und Russland. 1914 benannte Jeffery den Rambler zu Ehren seines verstorbenen Vaters in Jeffery um und machte daraus eine völlig neue Marke. Insgesamt produzierte er 10.283 Stück davon. Im Privatleben war Jeffery ein begeisterter Sammler von Büchern und Landkarten.
Jeffery widmete sich vollkommen dem Geschäft, bis er 1915 den Untergang der Lusitania überlebte. Die Lusitania war ein britischer Luxusdampfer, der am 1. Mai 1915 in New York mit knapp 2000 Menschen an Bord nach Liverpool ablegte, wo seine Ankunft am 8. Mai erwartet wurde. Jeffery reiste an Bord der Lusitania nach Europa, um über den Kaufvertrag von bewaffneten Fahrzeugen zu verhandeln, die an der Front eingesetzt werden sollten. Diese Jeffery Armored Cars genannten Fahrzeuge wurden seit Anfang 1915 hergestellt. Am Nachmittag des 7. Mai wurde das Schiff in Sichtweite der südirischen Küste von dem deutschen U-Boot U 20 torpediert und versenkt. Das 31.500 Tonnen große Schiff sank in nur 18 Minuten, wobei 1198 Passagiere und Besatzungsmitglieder ums Leben kamen. Auf der Backbordseite schwangen die Rettungsboote binnenbords in die Menschenmenge und erschlugen die wartenden Passagiere, während die Boote an der Steuerbordseite so weit ausschwangen, dass das Einsteigen fast unmöglich war. Jeffery sprang vom Schiff und brachte vier Stunden im eiskalten Wasser zu, ehe er gerettet wurde.
Diese Nahtod-Erfahrung veränderte ihn und brachte ihn dazu, die Prioritäten in seinem Leben zu überdenken. Er zog sich vollkommen aus dem Geschäftsleben zurück und verkaufte die Thomas B. Jeffery Company 1916 an Charles W. Nash. Die restlichen 19 Jahre seines Lebens verbrachte Jeffery mit der Widmung an wohltätige Zwecke und dem Segeln auf dem Michigansee. Er starb 1935 in seinem Haus in Kenosha.